# Macario Aguirre Puente
Macario Jorge Aguirre Puente (Monterrey, Nuevo León, 22 de enero de 1931-17 de enero de 2016) fue arquitecto, autor y maestro mexicano. 
Activo de la División de Arte, Arquitectura y Diseño (DAAD), es considerado uno de los aproximadamente 20 maestros eméritos de la Universidad de Monterrey.
Macario J. Aguirre Puente fue parte de  una de las primeras generaciones de arquitectos en graduarse del Instituto Tecnológico de Estudios Superiores de Monterrey (ITESM) Campus Monterrey (1947-1955).
Falleció el 17 de enero de 2016,en Monterrey, NL.

## Ámbito académico
A lo largo de cinco décadas de práctica docente, ha sido mentor de numerosas generaciones de arquitectos y desde 1990 forma parte del profesorado de arquitectura de la Universidad de Monterrey (UDEM).
Inició su vida docente en 1960 en la Universidad Autónoma de Nuevo León (UANL) y después continuó en el Instituto Tecnológico de Estudios Superiores de Monterrey (ITESM) Campus Monterrey,  pero en 1968 se mudó a Nueva York, donde continuó su preparación como maestro y regresó a México para laborar en la Universidad Autónoma de Baja California (UABC) en Mexicali, para después trasladarse de nuevo a Monterrey para convertirse en maestro de planta en la Universidad de Monterrey (UDEM).
De acuerdo al maestro Aguirre Puente, los mejores estudiantes de arquitectura deben tener los pies sobre la tierra, pero al mismo tiempo ser capaces de abstenerse e imaginar situaciones en tres dimensiones y con suerte hasta tener la habilidad de hablarle al ladrillo.
El profesor Macario Aguirre Puente actualmente imparte materias como Teorías de la Arquitectura, Historia de la Arquitectura y Diseño Arquitectónico, sus clases se imparten dentro del Centro Roberto Garza Sada (CRGS), edificio exclusivamente diseñado para alumnos de las carreras de Diseño, Arquitectura, Modas y Fotografía.
Macario Aguirre Puente tiene más de 50 años de carrera y 25 de ellos como catedrático de la UDEM.

## Ámbito laboral
Macario Aguirre Puente ha sido reconocido nacionalmente por su amplio portafolio de proyectos arquitectónicos sobre todo en el área residencial, un claro ejemplo es la Casa Luis Astey.
Su estilo arquitectónico junto con sus proyectos y su filosofía de trabajo siguen inspirando a muchas de las jóvenes generaciones de arquitectos de todo México, especialmente de Monterrey. 
Por su destacada trayectoria como arquitecto y profesor universitario ha sido partícipe de varias entrevistas; la entrevista más significativa fue la que le hicieron en 2014 durante el marco del 45 aniversario de la Universidad de Monterrey (UDEM). Durante la entrevista, el catedrático universitario expresó sus opiniones acerca de la arquitectura moderna y sustentable, así mismo también opinó acerca de las características del Centro Roberto Garza Sada (CRGS). “El Centro Roberto Garza Sada se hizo con toda la mano, es todo un instrumento de educación para los estudiantes. Si quieren ver mano de obra, acabados, calidad de concreto, diseño espacial, todo está ahí... ahora tienen el mejor instrumento para enseñar arquitectura”.

## Premios

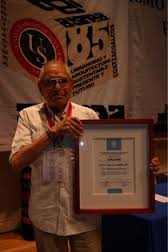
Macario Aguirre Puente recibiendo el Premio ASINEA en 2011

Recientemente Macario Aguirre Puente fue galardonado en el 2014 junto con otros maestros de diferentes departamentos, en una ceremonia realizada por la Udem especialmente para maestros con título de emérito.
En el 2003 fue nombrado miembro emérito de la Academia Nacional de Arquitectura (ANA) y ha sido reconocido por su esfuerzo, constancia y excelente trayectoria por la Asociación de Instituciones de la Enseñanza de la Arquitectura (ASINEA).
Recibió el Premio Nacional al mérito académico ASINEA en  2010 y 2011 respectivamente, entregado ambas veces por la Universidad de Sotavento en la ciudad de Coatzacoalcos, Veracruz a manos de Eduardo Arvizu Sánchez, presidente de la Asociación de Arquitectos de México.
Ha asesorado a numerosos proyectos arquitectónicos desarrollados por diferentes despachos y universidades en Monterrey como por ejemplo la Universidad Autónoma de Nuevo León (UANL).
Aguirre Puente ha sido nombrado en varios libros relacionados con la arquitectura por su experiencia en el área de la arquitectura mexicana, siendo el de The Architecture and Cities of Northern Mexico from Independence to Present, Edward Burian (2009), publicado en 2010 por la Universidad de Texas en Austin, como el más importante de todos por su contenido sobre los rasgos distintivos de arquitectura del norte de México.

## Galería

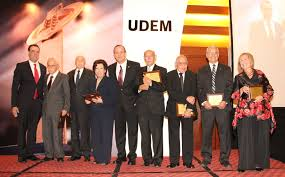
Maestros eméritos de la UDEM
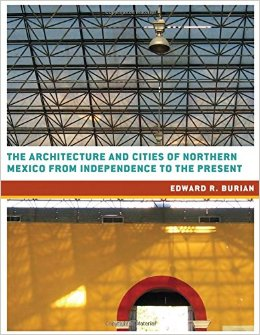
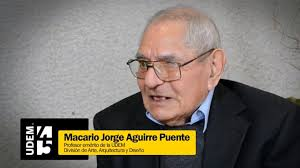
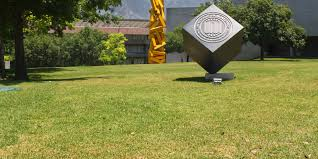
Áreas verdes de la UDEM